# Florin Marcu

## Vânătorul de neologisme

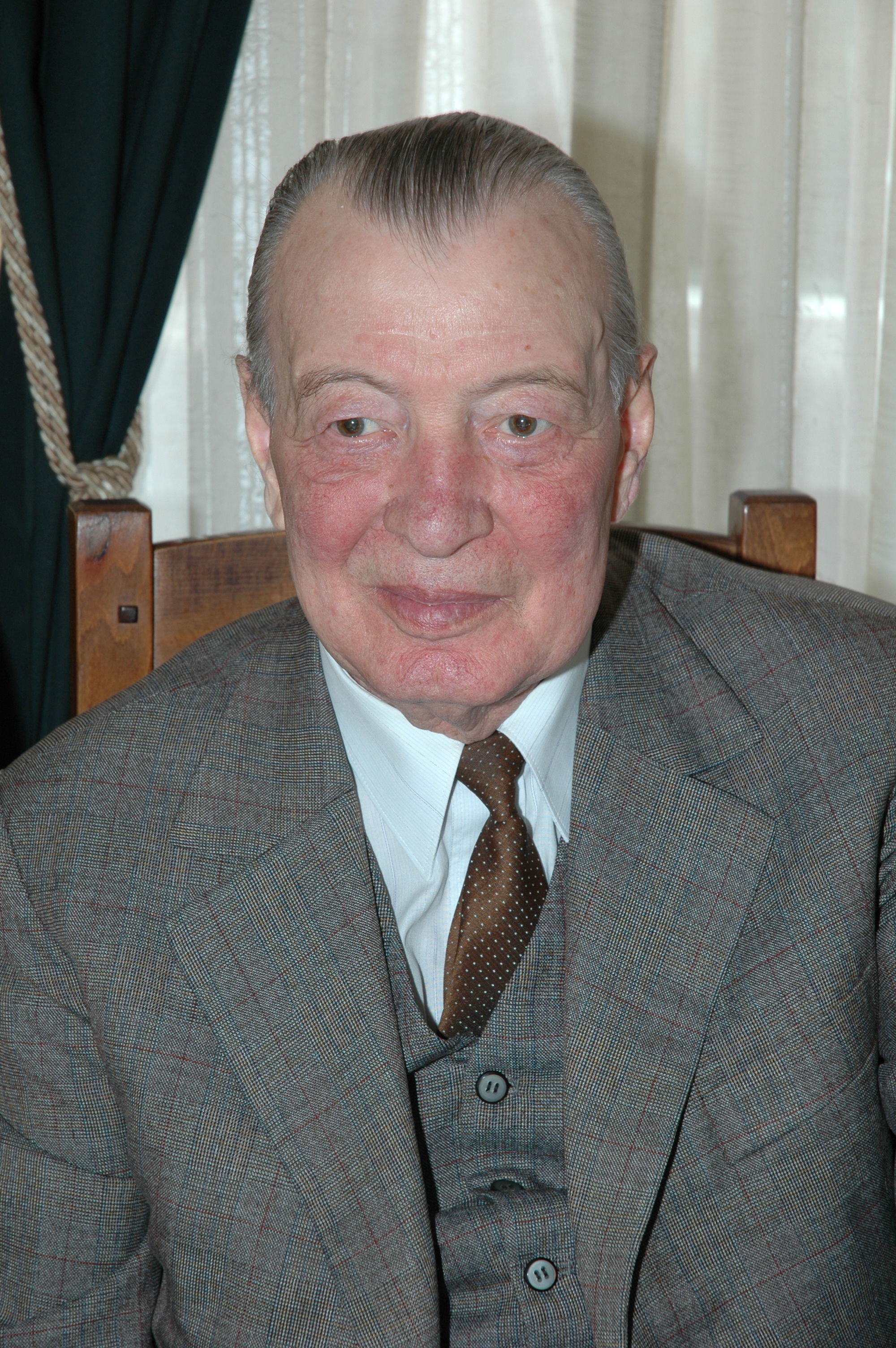
prof Florin Marcu

prof. Florin Marcu ( n. 23 dec 1924 - iun 2018) profesor de Limba și Literatura Româna în cadrul (actualului) Colegiul Național Andrei Șaguna Brașov și autorul primului dicționar de neologisme al limbii române.
Primul dicționar apare in 1961 (Dicționar de neologisme, Editura Științifica București, redactat împreuna cu Constant Maneca), fiind urmat dealungul vieții de aproximativ alte 20 de ediții si versiuni.
Pasiunea pentru cuvintele noi a aparut timpuriu: la vârsta de 18 ani - in timp ce era elev la școala militară. 

### Opera
1. Dicționar de neologisme, Editura Științifică, București, 1961, ediția I, redactat împreună cu Constant Maneca; Prefața - Al. Graur, 20.000 de cuvinte, 200.000 ex.
2. Dicționar de neologisme, Editura Științifică, București, 1966, ediția a II-a, 30.000 de cuvinte, 40.000 exemplare
3. Dicționar de neologisme, Editura Academiei, București, 1978, ediția a III-a, 45.000 de cuvinte, tiraj suplimentat
4. Mic dicționar de neologisme, Editura Albatros, București, 1986, 45.000 de cuvinte.
5. (Dicționarele limbii române) Neologisme, Editura Științifică, București, 1994.
6. Dicționar uzual de neologisme, Editura Saeculum I.O. Buc. 1996, 2001, 2003, 2004, 25.000 de exemplare
7. Colecția "Dicționare Școlare": Dicționar de neologisme, Editura Știința Chișinău, 1997, 2002 (ediția a II-a), 2008 (ediția a III-a), 20.000 exemplare
8. Noul dicționar de neologisme, ediția a IV-a, Editura Academiei, București, 1997, 60.000 de cuvinte.
9. Marele dicționar de neologisme, Editura București, ediția a V-a, 2000, 1000 pag., 65.000 de cuvinte.
10. Dicționar explicativ ilustrat al limbii române, Editura Saeculum și Editura Vestala, București 2001, 800 pag., 25.000 de cuvinte, prefață de Gh. Bulgăr.
11. Marele dicționar de neologisme, ediția VI-a, Editura Saeculum I.O. București, 2002, 85.000 de cuvinte
12. Marele dicționar de neologisme (960 pag., 65.000 de cuvinte) si Dictionar ortografic al limbii române (75.000 de cuvinte) format electronic CD-ROM, Editura Saeculum I.O. si Editura Litera International, București, 2002.
13. Mic dicționar ortografic și ortoepic al limbii române, Editura Saeculum Vizual, București, 2002, prefață de Gh. Bulgăr
14. Marele dicționar de neologisme, ediții revăzute augmentate și actualizate ediția a VII-a, a VIII-a și a lX-a, Editura Saeculum I.O., București, 2004, 2006, 2007, 85.000 de cuvinte.
15. Marele dicționar de neologisme, ediție revăzută, augmentată și actualizată, ediția a X-a, Editura Saeculum Vizual, București, 2008, 95.000 de cuvinte.
16. Dicționar de cuvinte, expresii, citate celebre, Editura Vestala, realizat de I.Berg, versiune, revizuită, adăugită și actualizată de Florin Marcu, 2013.
17. Dicționar actualizat de neologisme, Editura Saeculum Vizual București, ediția I, 2013 și a II-a, 2015.